# Чёрная Натопа
Чёрная Натопа (бел. Чорная Натапа) — река в Могилёвской области Белоруссии. Правый приток Сожа. Длина составляет 49 км, площадь водосборного бассейна — 464 км², среднегодовой расход воды в устье — 2,8 м³/с, средний наклон водной поверхности — 1,1 ‰.

## Происхождение названия
Согласно В. Н. Топорову и О. Н. Трубачеву, название реки Натопа имеет балтское происхождение — *Nat-ap- «крапивная река».

## География
Исток у деревни Есьманово Мстиславского района. Общее направление течения на восток, течение проходит по Оршанско-Могилёвской равнине. Протекает через деревни Есьманово, Усполье, Красное, Белынец, Сычёвка, Молятичи, Мышковичи, Кашаны, Бояры, Стаборщина и Селец. Возле последнего впадает в Сож, по которому здесь проходит граница с Россией. В нижнем течении образует границу Мстиславского и Кричевского районов.
Притоки: Лучки, Мертвица (правые); Белая Натопа (левый).